# Эметов, Юсуп
Юсу́п Эме́тов (род. 1933 год, Ташаузская область, Туркменская ССР) — бригадир машинистов экскаваторов Ташаузского ремонтно-строительного управления треста «Туркменремводстрой» Министерства мелиорации и водного хозяйства Туркменской ССР. Герой Социалистического Труда (1971).

## Биография
Родился в 1933 году в одном из сельских населённых пунктов Ташаузской области.
Окончил местную сельскую школу. До призыва на срочную службу в Советскую Армию трудился рядовым колхозником с местном колхозе. После армии продолжил трудиться механизатором в сельском хозяйстве.
С начала 1960-х годов — экскаваторщик Ташаузского ремонтно-строительного управления треста «Туркменремводстрой», которое занималось мелиорацией пахотных земель Ташаузской области, снабжая сельскохозяйственные предприятия из Амударьи. В последующие годы был назначен бригадиром машинистов экскаваторов.
Бригада под его руководством сооружала Озёрный коллектор («Дружба», протяжённость 219 километров), Главный Дарьялыкский коллектор (протяжённость 167 километров) и межреспубликанский коллектор «Достлук», проводила чистку от солей Саракамышского озера и от ила десятикилометрового участка плотины «Казахстанская». 
Рабочий коллектив бригады Юсупа Эметова соревновался с бригадой Геннадия Патрина. Если по итогам Семилетки (1959—1965) бригада Юсупа Эметова уступила в социалистическом соревновании коллективу Геннадия Патрина, то по итогам Восьмой пятилетки (1966—1970) досрочно выполнила коллективные социалистические обязательства и производственные задания и заняла первое место в социалистическом соревновании среди коллективов треста «Туркменремводстрой». Коллектив Эмета Юсупова одним из первых в Ташаузской области получил почётное звание «Коллектив коммунистического труда». Указом Президиума Верховного Совета СССР от 8 апреля 1971 года удостоен звания Героя Социалистического Труда за «достигнутые успехи в развитии животноводства, увеличении производства и заготовок мяса, молока, яиц, шерсти и другой продукции» с вручением ордена Ленина и золотой медали «Серп и Молот» (№ 15352).
Проживал в городе Ташауз.